# Randy Robitaille
Randy Robitaille, född 12 oktober 1975 i Ottawa, Ontario, är en kanadensisk professionell ishockeyspelare som spelar för HC Donbass i KHL.
Robitaille har tidigare spelat i NHL och i schweiziska Nationalliga A.

## Klubbar
- Miami RedHawks 1995–1997
- Providence Bruins 1997–1999
- Nashville Predators 1999–2001
- Milwaukee Admirals 2000–01
- Los Angeles Kings 2001–02
- Pittsburgh Penguins 2001–2003
- New York Islanders 2002–03, 2006–07
- Atlanta Thrashers 2003–04
- ZSC 2004–05
- Minnesota Wild 2005–06
- Philadelphia Flyers 2006–07
- Ottawa Senators 2007–08
- Lokomotiv Jaroslavl 2007–08
- HC Lugano 2008–2010
- San Antonio Rampage 2010–11
- Metallurg Novokuznetsk 2011–2013
- HK Donbass 2013–2014